# Pachycraerus nigrans
Pachycraerus nigrans är en skalbaggsart som beskrevs av Lewis 1905. Pachycraerus nigrans ingår i släktet Pachycraerus och familjen stumpbaggar. Inga underarter finns listade i Catalogue of Life.